# Dance Nation
Dance Nation Records es un sello discográfico británico-irlandés, filial de Ministry of Sound. Fue creado con el nombre de Hard2Beat, pero a principios del año 2010 pasó a llamarse Dance Nation Records. El primer lanzamiento de la discográfica fue el sencillo de Basshunter Now You're Gone, en 2007.

## Discografía

### Álbumes
| Lanzamiento         | Artista    | Título                      |
| ------------------- | ---------- | --------------------------- |
| 14 de enero de 2008 | Varios     | Big Tunes 2008              |
| 21 de abril de 2008 | Varios     | Hard2Beat Club Anthems 2008 |
| 14 de julio de 2008 | Basshunter | Now You're Gone - The Album |
| 21 de julio de 2008 | Varios     | Put Your Hands Up! 4        |
| 29-09-2008          | Varios     | Classic Big Tunes           |
| 20-10-2008          | Sash!      | The Best Of                 |
| 30-11-2008          | Varios     | Hard House Anthems          |
| 29-12-2008          | Varios     | Wigan Pier Presents Bounce  |
| 04-05-2009          | Varios     | Dance Nation                |
| 03-08-2009          | September  | Cry for You                 |
| 05-10-2009          | Basshunter | Bass Generation             |
| 27-07-2009          | Varios     | Big Tunes - Back 2 The 90's |

### Sencillos
| N.º Catálogo | Lanzamiento | Artista                             | Título                                | Listas | Listas |
| N.º Catálogo | Lanzamiento | Artista                             | Título                                | UK     | IRE    |
| ------------ | ----------- | ----------------------------------- | ------------------------------------- | ------ | ------ |
| H2B 01       | 31-12-2007  | Basshunter                          | "Now You're Gone"                     | 1      | 1      |
| H2B 02       | 11-02-2008  | H Two O ft. Platnum                 | "What's It Gonna Be"                  | 2      | 7      |
| H2B 03       | 06-04-2008  | September                           | "Cry for You"                         | 5      | 8      |
| H2B 06       | 07-07-2008  | Sunset Strippers                    | "Step Right Up"                       | –      | –      |
| H2B 07       | 11-08-2008  | 7th Heaven ft. Katherine Ellis      | "Ain't Nothin' Goin' on But the Rent" | –      | –      |
| H2B 08       | 07-07-2008  | Basshunter                          | "All I Ever Wanted"                   | 2      | 1      |
| H2B 10       | 27-07-2008  | Bob Sinclar pres. Fireball          | "What I Want"                         | 52     | –      |
| H2B 11       | 28-07-2008  | Weekend Warriors                    | "Don't Stop Believing"                | –      | –      |
| H2B 12       | 22-09-2008  | Platnum                             | "Love Shy (Thinking About You)"       | 12     | 24     |
| H2B 15       | 06-10-2008  | Sash! feat. Stunt                   | "Raindrops (Encore Une Fois)"         | 9      | 28     |
| H2B 16       | 22-09-2008  | Basshunter                          | "Angel in the Night"                  | 14     | 10     |
| H2B 17       | 29-09-2008  | Bass Slammers ft. Sally Jaxx        | "Dancing With an Angel"               | –      | –      |
| H2B 18       | 18-05-2009  | Star Pilots                         | "In the Heat of the Night"            | 21     | –      |
| H2B 19       | 27-10-2008  | Groove Coverage                     | "Moonlight Shadow"                    | –      | –      |
| H2B 20       | 14-12-2008  | Basshunter                          | "I Miss You"                          | 32     | –      |
| H2B 21       | 08-12-2008  | Geo Da Silva                        | "Do It Like a Truck"                  | –      | –      |
| H2B 22       | 05-04-2009  | Lasgo                               | "Out of My Mind"                      | –      | –      |
| H2B 23       | 08-03-2009  | September                           | "Can't Get Over"                      | 14     | 38     |
| H2B 24       | 15-12-2008  | Confused Crew                       | "One Bad Apple"                       | –      | –      |
| H2B 25       | 14-12-2008  | Basshunter                          | "Jingle Bells (Bass)"                 | 35     | –      |
| H2B 26       | 05-04-2009  | Basshunter                          | "Walk on Water"                       | 76     | –      |
| H2B 29       | 18-03-2009  | Lenny Fontana & Ridney pres. Larisa | "Wait 4 U"                            | –      | –      |
| H2B 35       | 19-04-2009  | Anna Grace                          | "You Make Me Feel"                    | –      | –      |
| H2B 42       | 21-09-2009  | Basshunter                          | "Every Morning"                       | 17     | –      |
| -            | 30-10-2009  | Basshunter                          | "I Promised Myself"                   | 94     | –      |
| -            | 19-07-2010  | Basshunter                          | "Saturday"                            | 21     | 37     |